# Johann Eibel
Johann Eibel (Vienna, 26 febbraio 1883 – 23 dicembre 1966) è stato un sollevatore austriaco campione mondiale della categoria dei pesi medi (fino a 80 kg).

## Biografia
Cominciò da ragazzo a praticare il wrestling ed il sollevamento pesi, dedicandosi poi a quest'ultima disciplina in maniera prevalente.
Vinse i Campionati mondiali di sollevamento pesi di Vienna 1908 e di Vienna 1909, mentre nell'edizione di Vienna 1910 (14ª edizione) arrivò secondo.
Non partecipò ad alcuna Olimpiade in quanto in quell'epoca il sollevamento pesi era escluso dal programma olimpico.
Morì nel 1966 e fu sepolto nel cimitero di Meidling.